# Thủy điện Hủa Na
Thủy điện Hủa Na là thủy điện trên sông Chu tại vùng đất xã Đồng Văn huyện Quế Phong tỉnh Nghệ An, Việt Nam .
Thủy điện Hủa Na có công suất 180 MW với 2 tổ máy, sản lượng điện hàng năm 716,9 triệu KWh, khởi công tháng 03/2008, hoàn thành tháng 07/2013 , lễ khánh thành tháng 9/2013 .

## Tác động môi trường dân sinh
Tái định cư thủy điện theo truyền thống là làm nhà đẹp cho dân ở rồi để đó, nên người dân "đang phải chạy ăn từng bữa vì không có gạo để ăn, không có đất sản xuất, không có việc làm, thiếu nước sạch sinh hoạt… Đằng sau những ngôi nhà xây bằng gạch kiên cố khang trang như một khu đô thị mới là chồng chất lo lắng của bà con" (Báo Nghệ An Online) .